# يوهان مايكل سيلر
يوهان مايكل سيلر (بالألمانية: Johann Michael Sailer)‏ (و. 1751 – 1832 م) هو عالم عقيدة، وأستاذ جامعي، وكاهن كاثوليكي ألماني، ولد في آريسينغ، وكان عضوًا في الأكاديمية البافارية للعلوم والعلوم الإنسانية، توفي في ريغنسبورغ، عن عمر يناهز 81 عاماً.

## مناصب
تولى منصب أسقف.